# 日本橋 (福島県)
日本橋（ひもとばし）は、福島県郡山市と本宮市に跨る道路橋である。国道4号あさか野バイパスを通す。

## 概要
郡山市（安積郡）と本宮市（安達郡）の境界をなす阿武隈川水系五百川に掛かる橋であり、南詰は郡山市日和田町高倉、北詰は本宮市荒井に位置する。現在の橋は北郡山拡幅整備事業の一環で建設された2代目のもので、1998年に上り車線側が暫定2車線対面通行で開通、2001年に4車線化工事が完了し片側2車線で供用されており、現在ではあさか野バイパスの終点部として利用されている。
先代の橋は1962年に完成した全長154.4 m、幅員8 mの3径間鋼合成逆台形箱桁橋であり、日本で初めて施工された逆台形箱桁橋であった。上部工の施工は石川島播磨重工業が担当した。橋名の由来は起点の安積郡日和田町の「日」と終点の安達郡本宮町の「本」（いずれも建設当時は市町村合併前であった）、それぞれの頭文字をつなげたもので、国道4号起点の日本橋と同形異音語となっている。

### 諸元
- 全長…158.0 m（上り）[2]、161.6 m[3]（下り）
- 幅員…12.25 m×2
- 総幅員…13.3 m×2[4]
- 形式…鋼連続箱桁橋
- 竣工…1998年（上り）[2]、2000年[3]（下り）

## 周辺
- アサヒビール本宮工場
- ファミリーマート福島総合センター
- 東京インテリアMAX郡山店
- 元旦ビューティ工業福島営業所
- アルス電子LSIテストセンター
- 五百川駅
- ソニーエナジー・デバイス
- 米沢電線郡山事業所